# Rio Água Gato
O Rio Água Gato é um curso de água do arquipélago de São Tomé e Príncipe, localizado no distrito de Lembá, ilha de São Tomé, corre para Oeste e desagua na Praia de Rosema.